# Ukrainische Leichtathletik-Hallenmeisterschaften 2021
Die Ukrainischen Leichtathletik-Hallenmeisterschaften 2021 wurden vom 10. bis zum 12. Februar in der SumDU Arena in der Großstadt Sumy ausgetragen.

## Medaillengewinner

### Männer
| Disziplin         | Gold                                                                             | Leistung       | Silber                                                                 | Leistung       | Bronze                                                                              | Leistung            |
| ----------------- | -------------------------------------------------------------------------------- | -------------- | ---------------------------------------------------------------------- | -------------- | ----------------------------------------------------------------------------------- | ------------------- |
| 60 m              | Oleksandr Sokolow                                                                | 6,64 s PB      | Stanislaw Kowalenko                                                    | 6,68 s PB      | Erik Kostryzja                                                                      | 6,72 s              |
| 200 m             | Kyrylo Prychodko                                                                 | 21,60 s PB     | Dmytro Hladkyj                                                         | 21,65 s PB     | Oleksij Posdnjakow                                                                  | 21,99 s             |
| 400 m             | Oleksandr Pohorilko                                                              | 47,48 s PB     | Danylo Danylenko                                                       | 47,63 s        | Mykyta Barabanow                                                                    | 48,31 s             |
| 800 m             | Oleh Myronez                                                                     | 1:49,20 min PB | Jurij Kischtschenko                                                    | 1:50,47 min PB | Dmytro Iwanow                                                                       | 1:50,88 min PB      |
| 1500 m            | Oleh Kajafa                                                                      | 3:48,01 min SB | Artem Alfimow                                                          | 3:50,52 min    | Jurij Kischtschenko                                                                 | 3:50,80 min         |
| 3000 m            | Wassyl Kowal                                                                     | 8:07,13 min PB | Artem Alfimow                                                          | 8:09,86 min PB | Illja Sosnyzkyj                                                                     | 8:19,62 min PB      |
| 3000 m Hindernis  | Wassyl Kowal                                                                     | 8:45,55 min SB | Roman Rostykus                                                         | 8:54,38 min SB | Wassyl Sabunjak                                                                     | 9:04,03 min PB      |
| 60 m Hürden       | Wiktor Soljanow                                                                  | 7,83 s PB      | Artem Schamatryn                                                       | 7,98 s         | Oleh Kukuota                                                                        | 8,02 s PB           |
| 4 × 400 m Staffel | Sumy Jewhen Schwez Jaroslaw Demtschenko Konstjantyn Oschyjow Oleksandr Pohorilko | 3:16,24 min    | Lwiw Jurij Wassitschkin Nikita Rodtschenkow Ruslan Rehan Denys Baranow | 3:20,98 min    | Tscherniwzi Maksym Paraschtschuk Orest Malowanjuk Maksym Makowijtschuk Oleh Myronez | 3:21,86 min         |
| Hochsprung        | Andrij Prozenko                                                                  | 2,28 m =SB     | Oleh Doroschtschuk                                                     | 2,28 m PB      | Dmytro Nikitin                                                                      | 2,15 m              |
| Stabhochsprung    | Iwan Jerjomin                                                                    | 5,42 m SB      | Wladyslaw Malychin                                                     | 5,32 m         | Kyrylo Kiru Illja Krawtschenko                                                      | 5,22 m SB 5,22 m SB |
| Weitsprung        | Wladyslaw Masur                                                                  | 8,07 m PB      | Ihor Hontschar                                                         | 7,62 m         | Ruslan Malohlowez                                                                   | 7,49 m SB           |
| Dreisprung        | Oleksandr Malossilow                                                             | 16,08 m SB     | Jewhen Schewtschenko                                                   | 15,56 m SB     | Oleksandr PopkoO                                                                    | 15,54 m SB          |
| Kugelstoßen       | Ihor Mussijenko                                                                  | 19,88 m        | Roman Kokoschko                                                        | 19,26 m PB     | Wiktor Samoljuk                                                                     | 18,89 m             |
| Siebenkampf       | Oleksij Kasjanow                                                                 | 5756 Punkte SB | Wadym Adamtschuk                                                       | 5634 Punkte PB | Wassyl Iwanizkij                                                                    | 5176 Punkte SB      |

### Frauen
| Disziplin         | Gold                                                                            | Leistung        | Silber                                                                                           | Leistung        | Bronze                                                                        | Leistung            |
| ----------------- | ------------------------------------------------------------------------------- | --------------- | ------------------------------------------------------------------------------------------------ | --------------- | ----------------------------------------------------------------------------- | ------------------- |
| 60 m              | Wiktorija Ratnikowa                                                             | 7,33 s          | Jana Katschur                                                                                    | 7,46 s SB       | Jewhenija Konowalowa                                                          | 7,59 s PB           |
| 400 m             | Jelysaweta Bryshina                                                             | 24,61 s SB      | Tetjana Kajssen                                                                                  | 24,62 s SB      | Olena Radiuk-Kucuk                                                            | 24,79 s             |
| 400 m             | Hanna Ryschykowa                                                                | 52,57 s PB      | Anastassija Bryshina                                                                             | 52,87 s PB      | Kateryna Klymjuk                                                              | 53,19 s PB          |
| 800 m             | Switlana Schulschyk                                                             | 2:05,55 min     | Anastassija Rjemjen                                                                              | 2:06,30 min SB  | Darja Wdowytschenko                                                           | 2:08,05 min PB      |
| 1500 m            | Oryssja Demjanjuk                                                               | 4:20,61 min     | Anastassija Prokudina                                                                            | 4:30,44 min PB  | Uljana Ratschynska                                                            | 3:47,74 min         |
| 3000 m            | Natalija Strebkowa                                                              | 9:08,09 min PB  | Wiktorija Schkurko                                                                               | 9:47,86 min     | Walentyna Werezka                                                             | 9:56,27 min PB      |
| 3000 m Hindernis  | Hanna Schmurko                                                                  | 10:31,93 min SB | Olena Bossowa                                                                                    | 10:58,58 min PB | Kateryna Onissimowa                                                           | 10:58,60 min PB     |
| 60 m Hürden       | Hanna Plotizyna                                                                 | 8,17 s          | Hanna Tschubkowzowa                                                                              | 8,28 s SB       | Julija Dolschkowa                                                             | 8,32 s SB           |
| 4 × 400 m Staffel | Donezk Marija Mykolenko Alina Lohwynenko Olena Radiuk-Kucuk Wiktorija Tkatschuk | 3:46,97 min     | Kiew Marija Mokrowa Iwanna Awramtschuk Wlasyslawa Schewtschenko Natalija Pyroschenko-Tschornomas | 3:20,98 min     | Winnyzja Inna Kowtun Tetjana Doroschenko Julija Tschechiwska Marija Tscherkas | 3:53,86 min         |
| Hochsprung        | Jaroslawa Mahutschich                                                           | 2,00 m          | Julija Lewtschenko                                                                               | 1,96 m =SB      | Iryna Heraschtschenko                                                         | 1,94 m SB           |
| Stabhochsprung    | Jana Hladijtschuk                                                               | 4,61 m PB       | Maryna Kylypko                                                                                   | 4,41 m SB       | Antonina Tereschtschenko Mariya Jaschtschenko                                 | 3,91 m PB 3,91 m PB |
| Weitsprung        | Maryna Bech-Romantschuk                                                         | 6,70 m SB       | Oksana Martynowna                                                                                | 6,32 m          | Iryna Nerubalschtschuk                                                        | 6,18 m              |
| Dreisprung        | Marija Sinej                                                                    | 13,36 m PB      | Anastassija Kolotij                                                                              | 13,29 m PB      | Inna Sydorenko                                                                | 12,93 m PB          |
| Kugelstoßen       | Olha Holodna                                                                    | 16,43 m SB      | Tetjana Krawtschenko                                                                             | 15,79 m SB      | Hanna Samoljuk                                                                | 14,79 m SB          |
| Fünfkampf         | Hanna Kasjanowa                                                                 | 4434 Punkte SB  | Alina Schuch                                                                                     | 4412 Punkte SB  | Julija Loban                                                                  | 4258 Punkte PB      |